# Хеннис-Плассхарт, Жанин
Жанин Антуанетт Хеннис-Плассхарт (нидерл. Jeanine Antoinette Hennis-Plasschaert; род. 7 апреля 1973, Херлен, Лимбург) — нидерландский политический деятель. Специальный представитель Генерального секретаря и глава Миссии Организации Объединённых Наций по оказанию содействия Ираку (МООНСИ) с 1 ноября 2018 года. С 2004 по 2010 год депутат Европейского парламента. Во время политической деятельности занималась вопросами, связанными с гражданскими свободами, транспортом и юстицией. В 2012 году заняла пост министра обороны Нидерландов, сменив Ханса Хиллена. Стала первой женщиной в Нидерландах, которая занимала высшую военную должность. После инцидента с гибелью двоих солдат в Мали подала в отставку. В октябре 2017 года на её место был назначен Клаас Дейкхоф.

## Биография
Жанин Хеннис-Плассхарт родилась 7 апреля 1973 года в Херлене, Нидерланды. Закончила старшую школу в католическом Колледже Св. Антония (нидерл. St.-Antoniuscollege) в Гауде. После этого поступила в академию (нидерл. Europese Academie voor Secretariaat) в Утрехте. С 2000 года состоит в нидерландской «Народной партии за свободу и демократию» (нидерл. Volkspartij voor Vrijheid en Democratie (VVD)).
На посту министра обороны Нидерландов много путешествовала по военным базам и местам дислокации голландского контингента, проверяя боеспособность частей и финансовые расходы. В 2014 году Жанин Хеннис-Плассхарт от имени Вооружённых сил Нидерландов принесла извинения трём боснийским семьям за действия голландских солдат во время Боснийской войны.
В 2015 году вместе с голландским министром финансов и Главой обороны Королевской армии Нидерландов посетила миротворческий контингент Нидерландов в Мали.
Деятельность Хеннис-Плассхарт на посту министра обороны неоднократно подвергалась критике. Причиной критики были радикальные высказывания и действия, как например, объявление около 15 тысяч голландских военнослужащих несоответствующими требованиям службы в армии, сокращение военных расходов, закупки вооружений, расформирование двух танковых бригад, продажа Финляндии и Литве 160 танков «Леопард», вывод из Турции противоракетных комплексов Пэтриот, на размещении которых она настаивала в 2013 году.
6 июня 2016 года во время учений в рамках миротворческой миссии ООН в Мали при обращении с миномётом погибли двое голландских солдат и ещё один получил серьёзные ранения. Нидерландская комиссия по соблюдению техники безопасности после проверки опубликовала отчёт об инциденте, в котором говорилось, что это произошло по вине министра, которая «не уделяла внимания стандартам безопасности и вместо этого преследовала стратегические цели». После этого Хеннис выступила перед парламентом страны с заявлением об отставке.

### Деятельность
- 22.07.2004 по 14.01.2007 — Комитет по вопросам гражданских свобод, юстиции и внутренних дел;
- 15.09.2004 по 13.07.2009 — Парламентский комитет по совместной делегации ЕС-Турция;
- 19.01.2006 по 14.02.2007 — Временный Комитет по предполагаемом использовании Европейскими странами и ЦРУ незаконной транспортировки и содержания заключённых;
- 15.01.2007 по 30.01.2007 — Комитет по вопросам гражданских свобод, юстиции и внутренних дел;
- 31.01.2007 по 13.07.2009 — Комитет по транспорту и туризму;
- 15.02.2007 по 13.07.2009 — Делегация Комитета Парламентского сотрудничества ЕС-Россия;
- 16.07.2009 по 16.06.2010 — Комитет по транспорту и туризму;
- 16.09.2009 по 16.06.2010 — Делегация по взаимоотношениям ЕС-Белоруссия;
- 16.09.2009 по 16.06.2010 — Делегация ЕВРОНЕСТ (Ассамблея по вопросам Восточного партнёрства)[12]
- 19.04.2010 по 16.06.2010 — Делегация по взаимоотношениям ЕС-США (в области противодействия терроризму и банковской деятельности US SWIFT)[13].
- 05.11. 2012 по 04.10.2017 — Министр обороны Нидерландов.